# Trindade (São Tomé e Príncipe)
Trindade é uma vila e capital do distrito de Mé-Zóchi (São Tomé e Príncipe).  A sua população estimada é de 14 500 habitantes. (2013)
Localidades limítrofes
- Neves, oeste
- Guadalupe, norte
- São Tomé, nordoeste
- Santana, este

## Histórico demográfico
- 2000: 6.049
- 2004: 6.636 (14.500 na zona metropolitana)

## Educação
Trindade possui, desde 2011, a segunda escola secundária de São Tomé e Príncipe, com uma capacidade para 720 alunos. 